# Yadis
Yadis est un protocole de découverte/description de services, principalement destiné à la résolution de services d'identité numérique. Il utilise le format XRDS. Il est notamment utilisé par la spécification de OpenID.

## Architecture
REST

## Document XRDS
Voici un exemple de document XRDS retourné par un service Yadis :
```
<?xml version="1.0" encoding="UTF-8"?>

<xrds:XRDS
 
xmlns:xrds=
"xri://$xrds"
 
xmlns=
"xri://$xrd*($v*2.0)"

xmlns:openid=
"http://openid.net/xmlns/1.0"
>

  
<XRD>

    
<Service
 
priority=
"50"
>

      
<Type>
http://openid.net/signon/1.0
</Type>

      
<URI>
http://www.myopenid.com/server
</URI>

      
<openid:Delegate>
http://smoker.myopenid.com/
</openid:Delegate>

    
</Service>

    
<Service
 
priority=
"10"
>

      
<Type>
http://openid.net/signon/1.0
</Type>

      
<URI>
http://www.livejournal.com/openid/server.bml
</URI>

      
<openid:Delegate>
http://www.livejournal.com/users/frank/
</openid:Delegate>

    
</Service>

    
<Service
 
priority=
"20"
>

      
<Type>
http://lid.netmesh.org/sso/2.0
</Type>

      
<URI>
http://mylid.net/liddemouser
</URI>

    
</Service>

    
<Service>

      
<Type>
http://lid.netmesh.org/sso/1.0
</Type>

    
</Service>

  
</XRD>

</xrds:XRDS>

```